# Rännilen 19

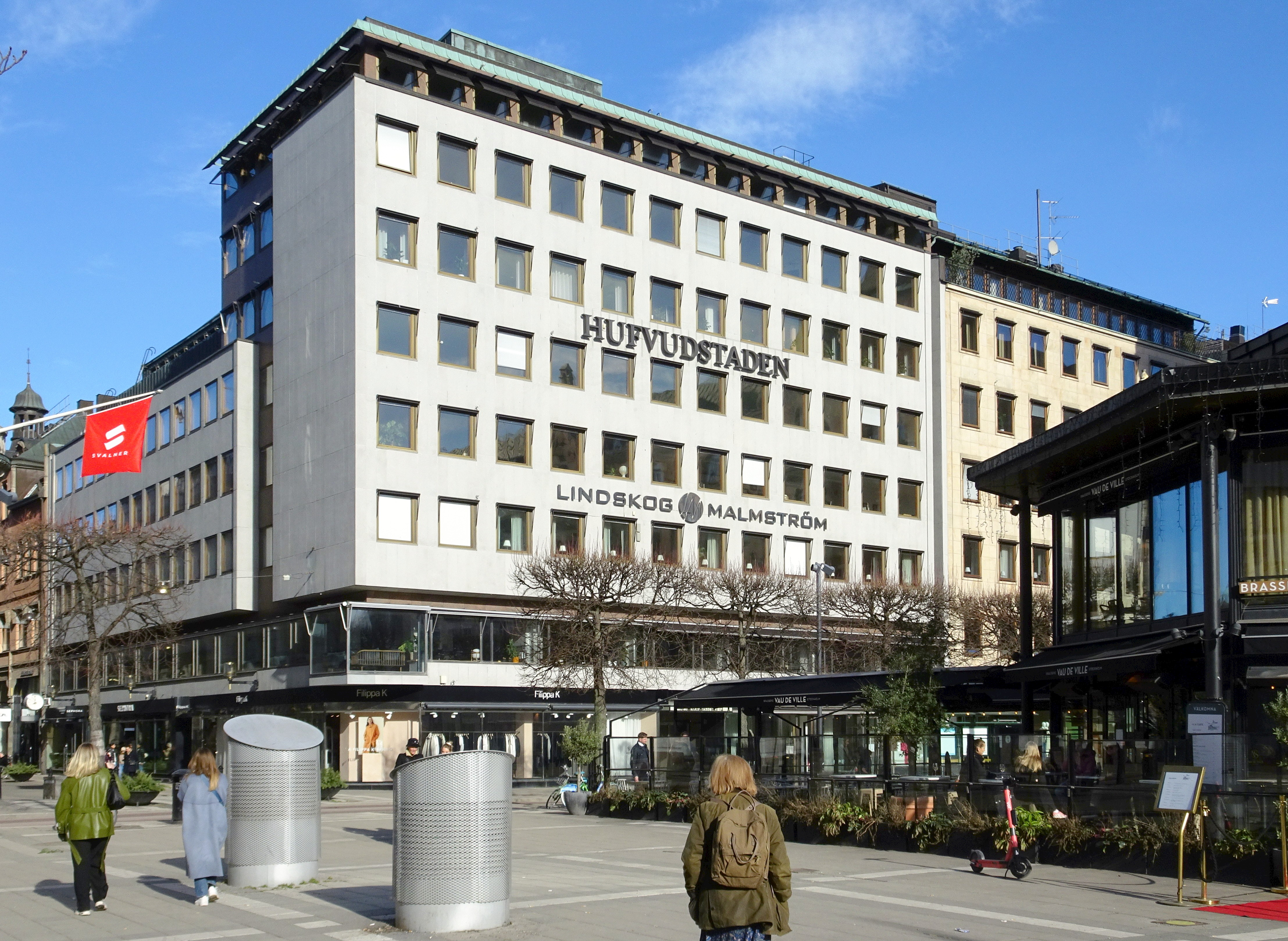
Rännilen 19, Hufvudstadens tidigare huvudkontor mellan 1964 och 1998. Vy från Norrmalmstorg, februari 2021.

Rännilen 19 är en kulturhistoriskt värdefull fastighet i kvarteret Rännilen i hörnet Smålandsgatan 14 / Biblioteksgatan 2–4 på Norrmalm i Stockholm. Byggnaden uppfördes som kontors- och affärshus i början på 1960-talet efter ritningar av arkitekt Kjell Ödeen på uppdrag av fastighetsbolaget Hufvudstaden. Huset är grönmärkt av Stadsmuseet i Stockholm vilket innebär att det bedöms vara "särskilt värdefullt från historisk, kulturhistorisk, miljömässig eller konstnärlig synpunkt".

## Kvarteret

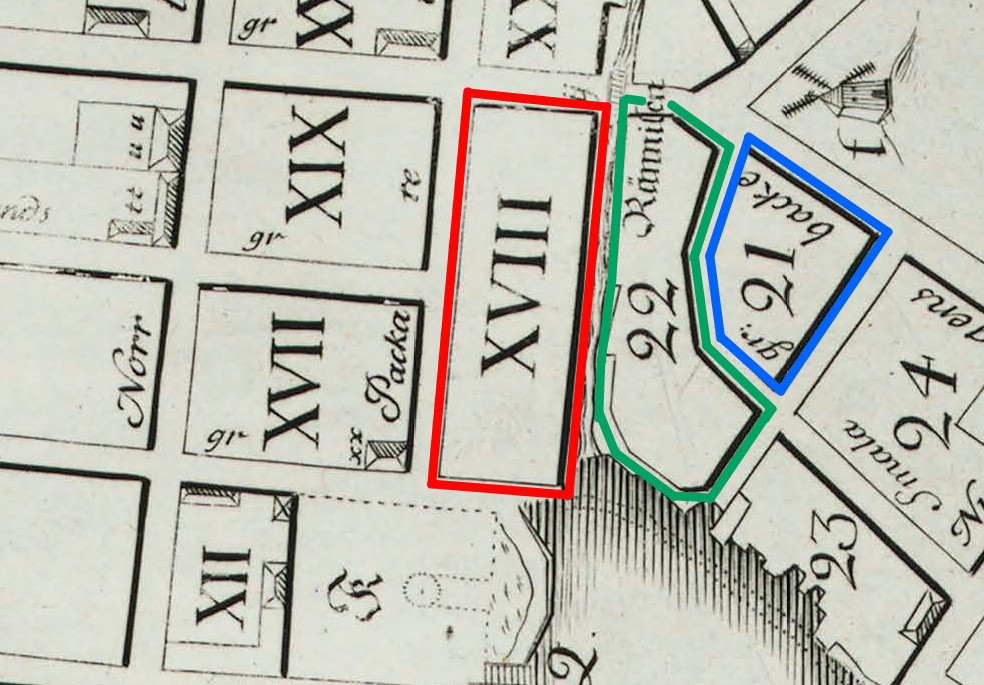
Kvarteret Rännilen (22) och Pumpstocken (XVIII), 1733.

Kvartersnamnet Rännilen är känt från Petrus Tillaeus karta från 1733 där det har nummer 22 och hörde till Ladugårdslandet (dagens Östermalm). Namnet härrör från vattendraget Rännilen som rann förbi direkt väster om kvarteret och bildade gränsen mellan Norrmalm och Ladugårdslandet. På 1600-talet var trakten där kvarteret nu ligger fortfarande en del av Ladugårdslandsviken. Genom landhöjningen och utfyllnader förvandlades området till tomtmark men allt som byggdes här fick grundförstärkas med rustbäddar, pålar och stockar vilka påträffades vid olika utgrävningar.
Kvarterets nuvarande plankontur framträdde första gången 1878 i ett gaturegleringsförslag där Birger Jarlsgatans södra del drogs rakt över den äldre bebyggelsen ända ner till Nybroplan. Då försvann det ”gamla” kvarteret Rännilen för att återuppstå igen på Norrmalms sida och som södra delen av kvarteret Pumpstocken. Till en början delades kvarteret i sju tomter som hörde till Pumpstocken. Efter fastighetsregleringar år 1987 och 2005 består kvarteret av fyra fastigheter (Rännilen 8, 11, 18 och 19). Nuvarande fastigheten Rännilen 19 består av de tidigare fastigheterna 12, 13 och 14.

## Historik

### Tidigare byggnader

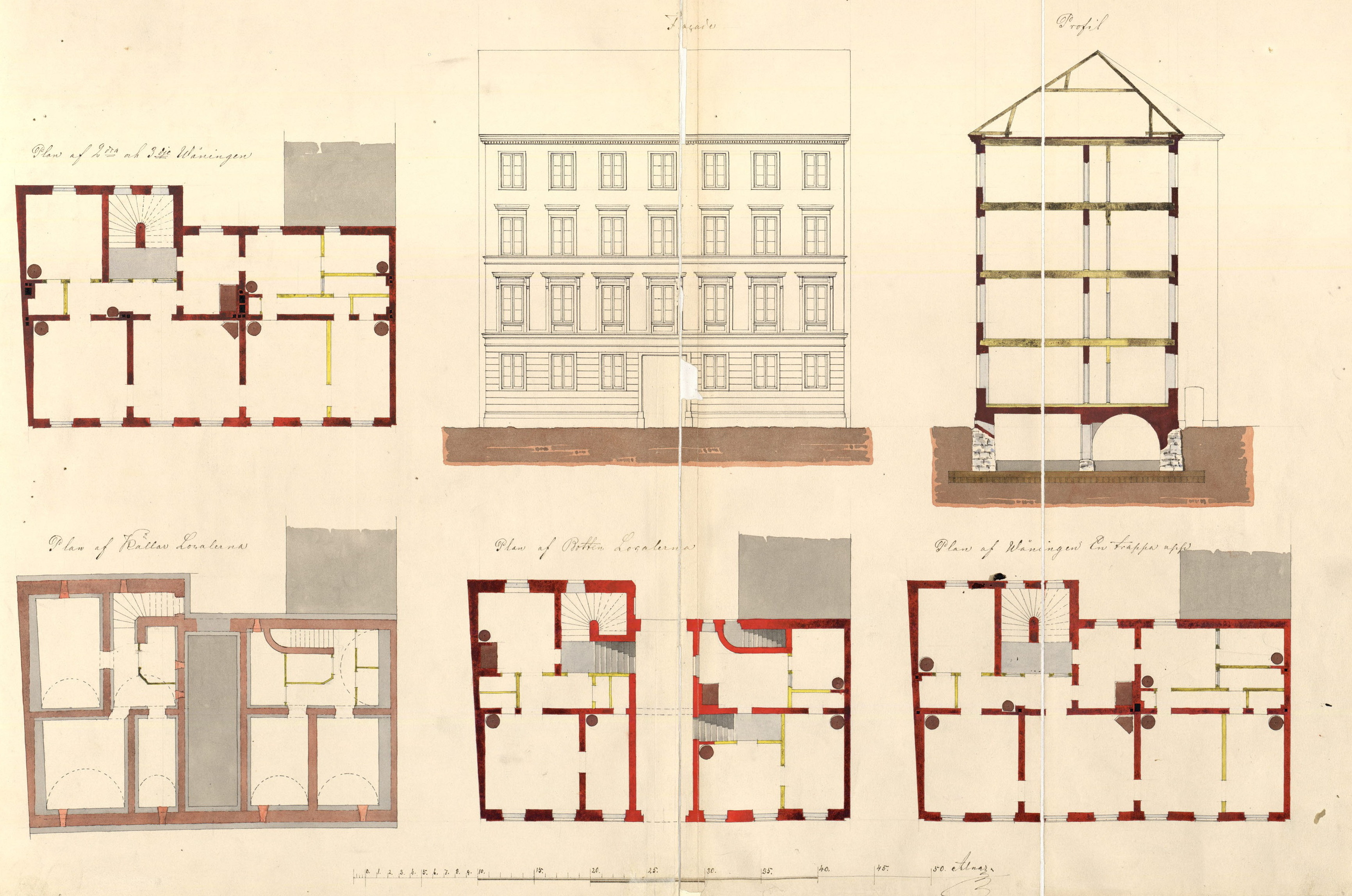
Biblioteksgatan 4, 1854.

#### Pumpstocken 2
På platsen för nuvarande Rännilen 19 stod två bostadshus byggda 1854 och 1884. Det äldsta hade fastighetsbeteckningen Pumpstocken 2 (senare ändrad till Rännilen 12) och låg vid Norrmalmsgatan 4, nuvarande Biblioteksgatan. Pumpstocken 2 var ett bostadshus uppfört i sten i fyra våningar med hel källare. Byggherre var tapetfabrikören L.P. Ekenberg. 
Via en körport kunde man nå innergården som sträckte sig långt in i kvarteret. På bottenvåningen låg två mindre lägenheter. Våningsplanen 1–3 trappor bestod av en enda stor lägenhet om sju rum och kök. Fasaden mot gatan ändrades i slutet av 1800-talet när butikslokaler inrättades i bottenvåningen och stora skyltfönster tillkom. I den vänstra butikslokalen låg Oscar Bergs konditori fram till att huset revs 1959.

#### Pumpstocken 9
Det mest påkostade var hörnhuset Smålandsgatan 14 / Biblioteksgatan 2 som byggdes 1884 på dåvarande Pumpstocken 9 (senare ändrad till Rännilen 14). Husets arkitekt och byggmästare var Per Sundahl som ritade ett femvåningshus med markant hörntorn och rik utsmyckade fasader efter tidens smak. Varje våningsplan upptogs av en enda lägenhet om sju rum och kök samt ett jungfrurum, en serveringsgång och en stor hall. På bottenvåningen fanns butikslokaler. 
Hörnlokalen hyrdes kring sekelskiftet 1900 av Havanna-Magasinet som sålde tobaksprodukter. På 1920-talet låg här en filial för Mälarprovinsernas bank, därefter Handelsbanken. Bland butiksinnehavare fanns även Hovjuvelerare Holm & Hallgren som hade här sin exklusiva butik fram till 1959. Huset förvärvades 1931 av fastighetsbolaget Hufvudstaden och revs 1959 tillsammans med intilliggande byggnad (Biblioteksgatan 4) för att bereda plats för nuvarande kontorshus.

### Historiska bilder

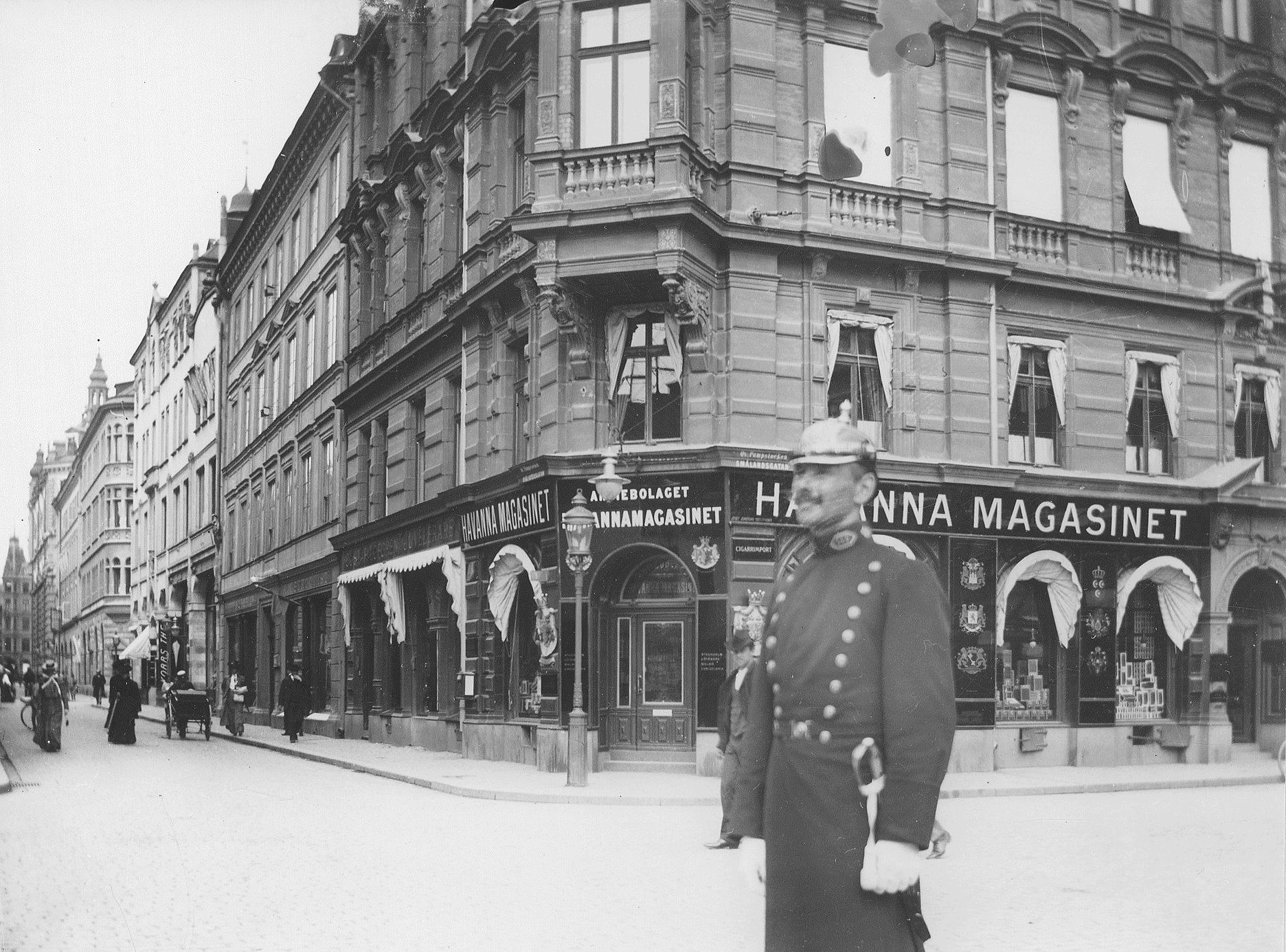
Smålandsgatan 14 / Biblioteksgatan 2, omkring 1903.
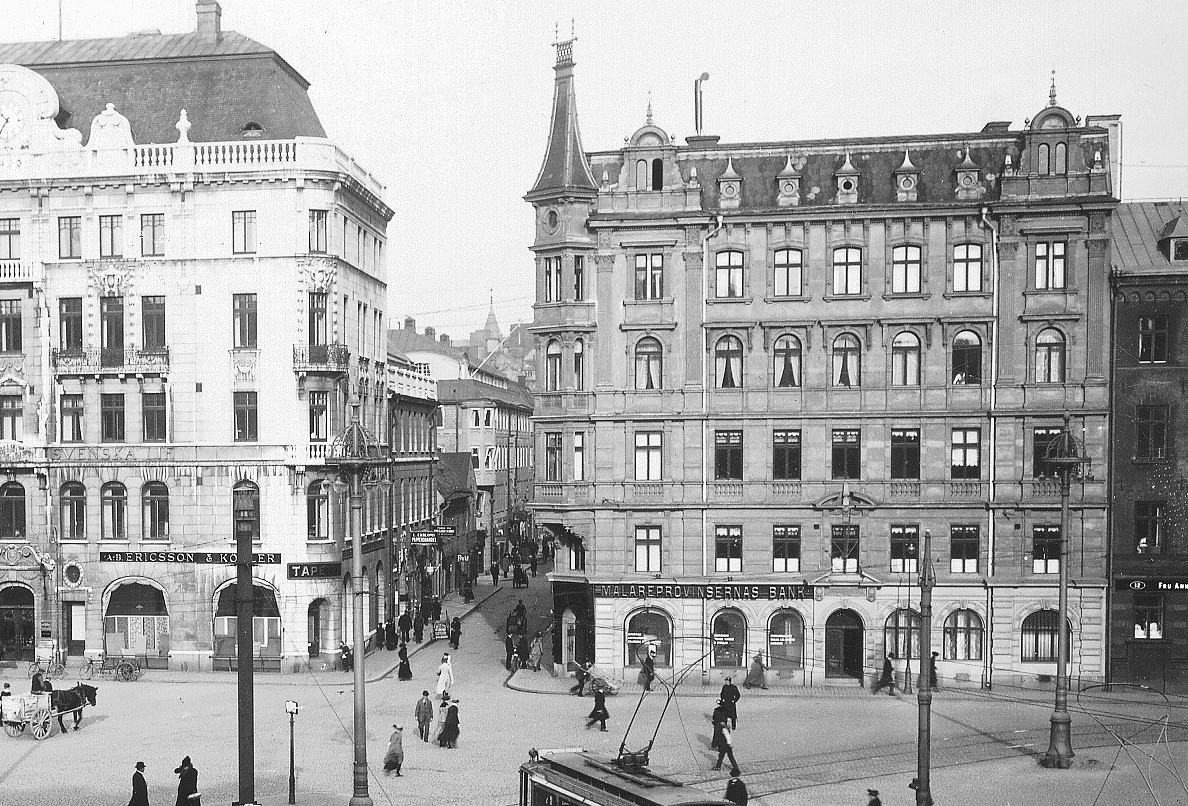
Svenska Lifs hus (till vänster) och Rännilen 14, på 1920-talet.
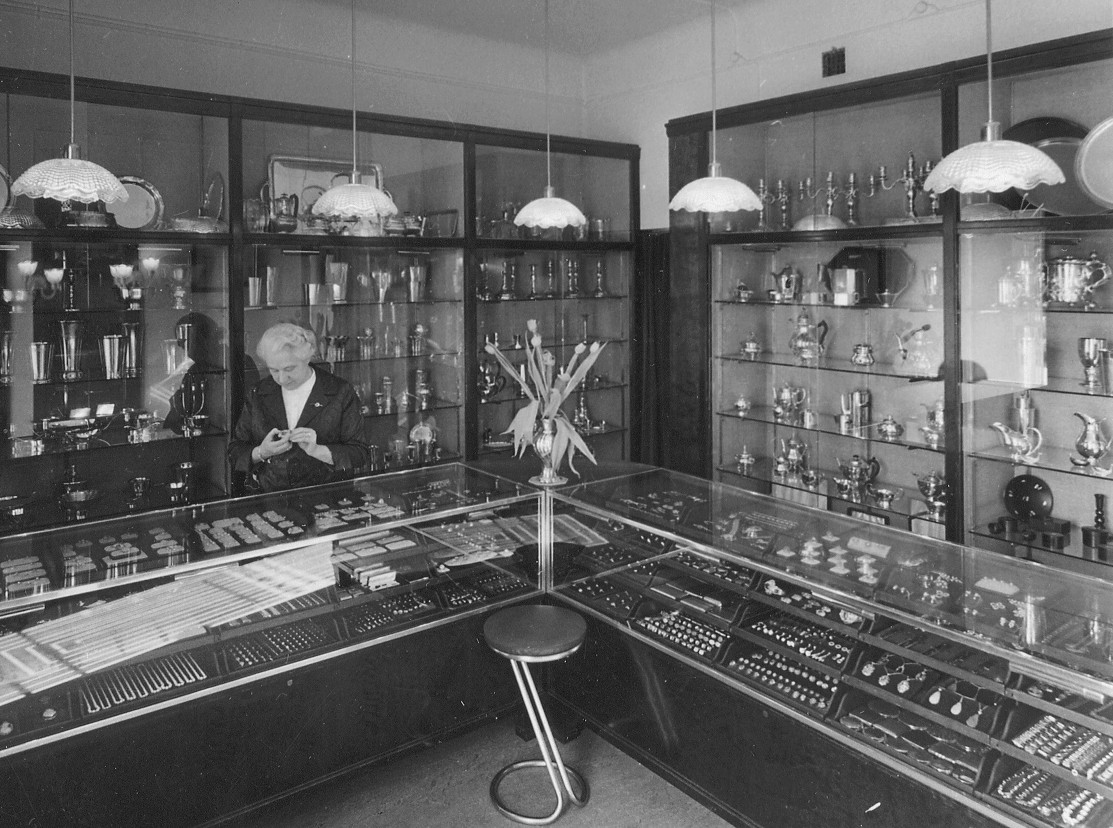
Hovjuvelerare Holm & Hallgren, Smålandsgatan 14, 1959.
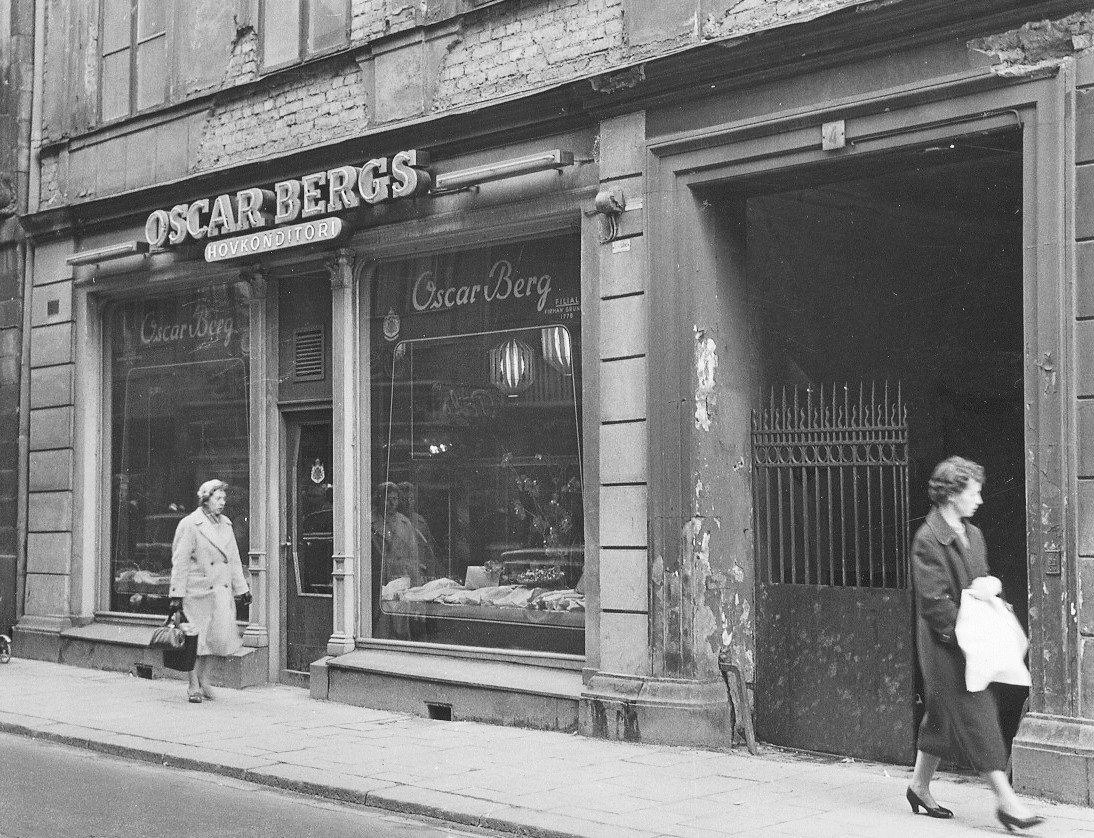
Oscar Bergs hovkonditori, Biblioteksgatan 4, 1959.

### Nuvarande bebyggelse

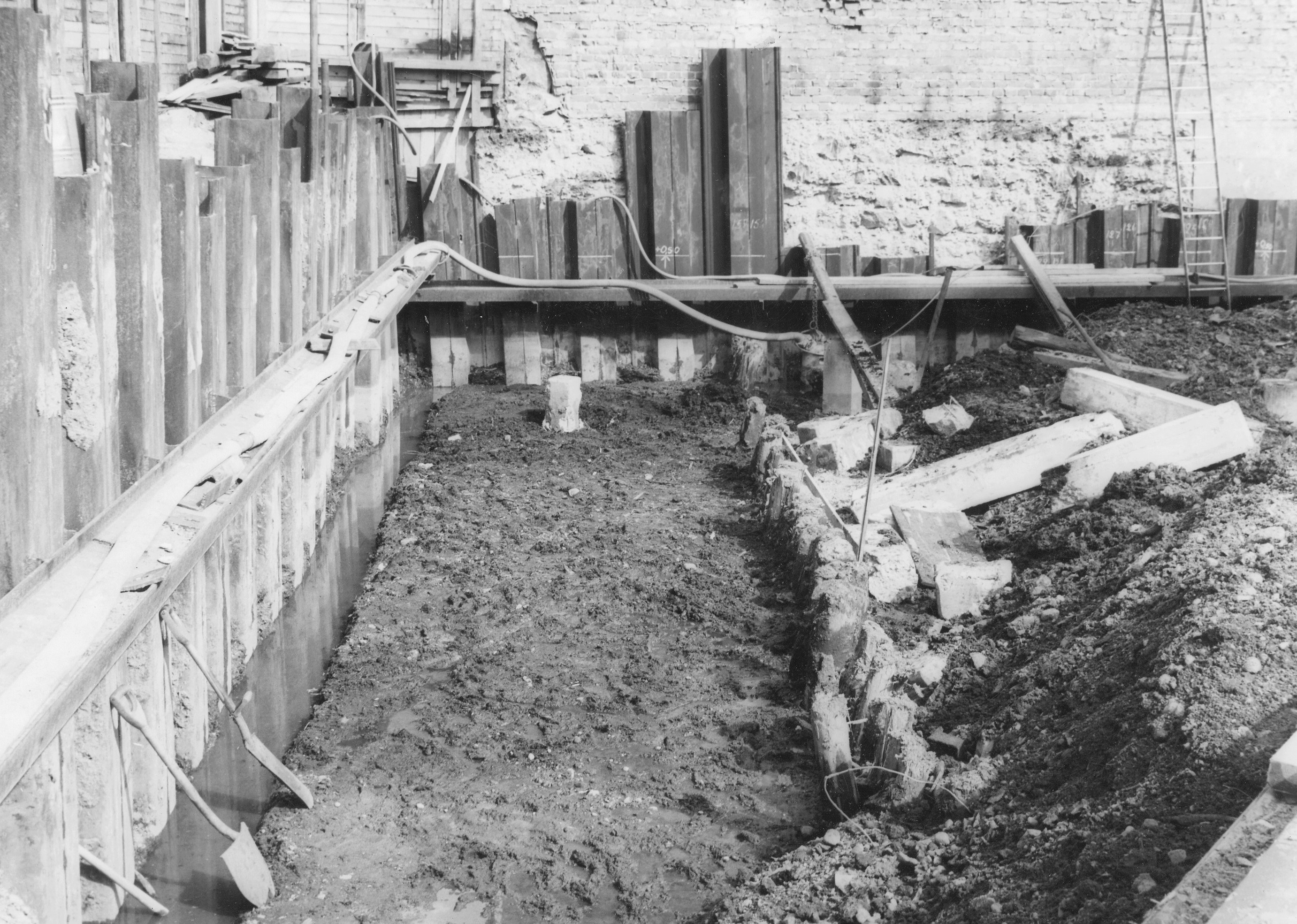
Fynd av pålar efter en brygga från 1600-talet. Biblioteksgatan till vänster, 1961.

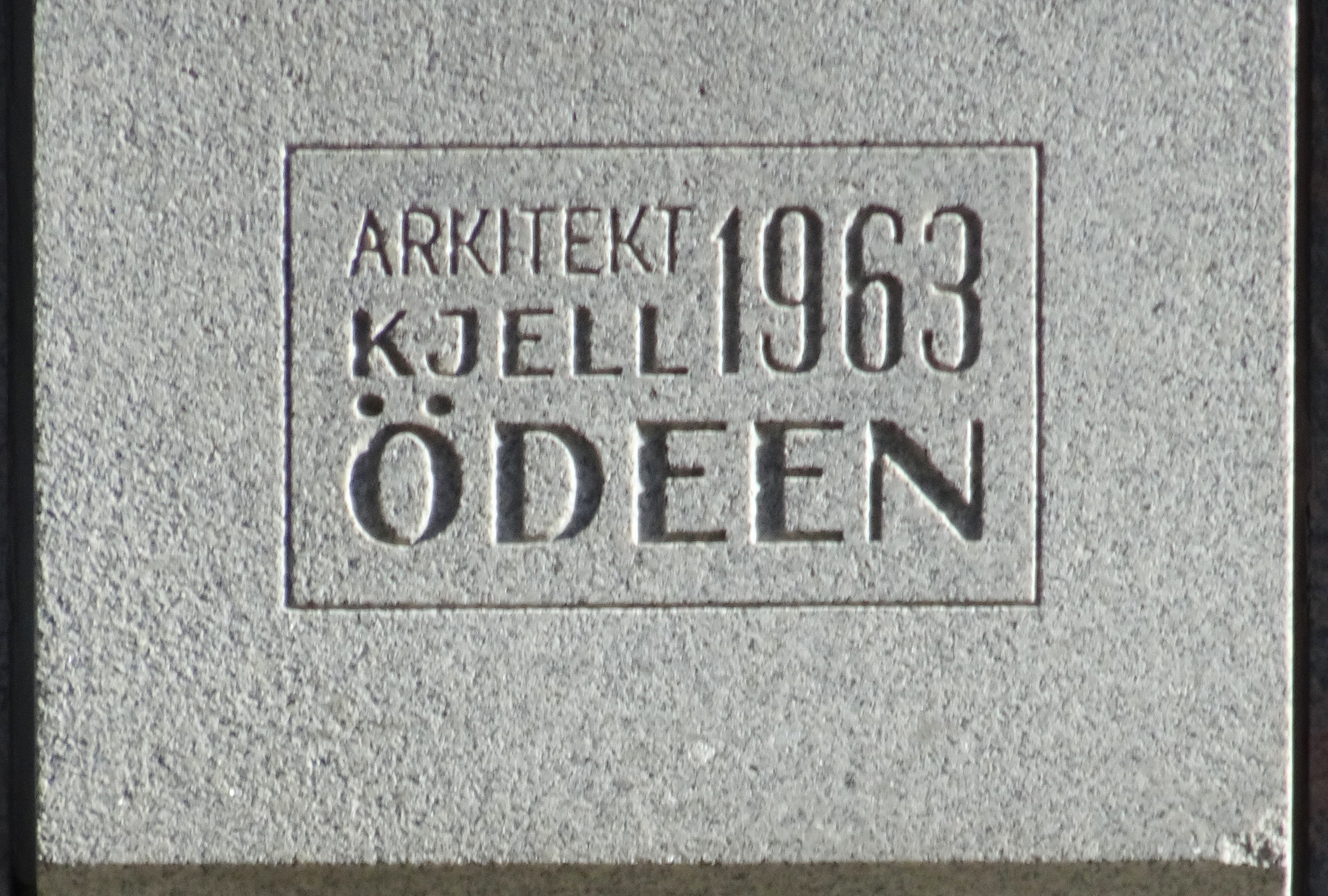
"Arkitekt Kjell Ödeen 1963"

Hörnhuset Smålandsgatan 14 / Biblioteksgatan 2–4 uppfördes som huvudkontor för fastighetsbolaget Hufvudstaden som även var beställare. Det stora byggnadskomplexet ritades av arkitekt Kjell Ödeen och konstruerades av Kreügers konsulterande ingenjörsfirma. Huset stod färdigt 1964. 
Grundläggningen gestaltade sig oväntad komplicerad, vid schaktningsarbetena vattenfylldes gropen gång på gång. Anledning var att här fanns på 1600-talet fortfarande en del av Ladugårdslandsviken och på 1700-talet rann Rännilen förbi här. Lämningar efter ett båtvrak påträffades samt rester efter en båtbrygga båda från 1600-talet.
Ödeen ritade ett funktionalistiskt gestaltat komplex bestående av flera volymer. Mot Norrmalmstorg har det sju våningar och en indragen takvåning samt två källarvåningar. Längan mot Biblioteksgatan fick fem våningar som ansluter till grannhusets taklist. Fasaden i höjd med butikslokalerna kläddes med svart marmor. Ovanför finns butikslokaler som avskiljs uppåt av ett indraget band av röd, polerad granit som liksom ”ramar in” de övriga fasadytorna vilka består av skivor i vitgrå polerad granit. I en av dessa har arkitekten förevigad sig med en liten inskription "Arkitekt Kjell Ödeen 1963". Golven i entréhall belades med granitplattor i vit kulör, väggarna kläddes med gulvit travertin.
Kontorslokalerna ritades som konventionella cellkontor med mittenkorridor. Bland hyresgästerna fanns även husets arkitekt Kjell Ödeen. Fastigheten fungerade som huvudkontor för Hufvudstaden fram till 1998 då bolaget flyttade till NK-byggnaden.

### Nutida bilder

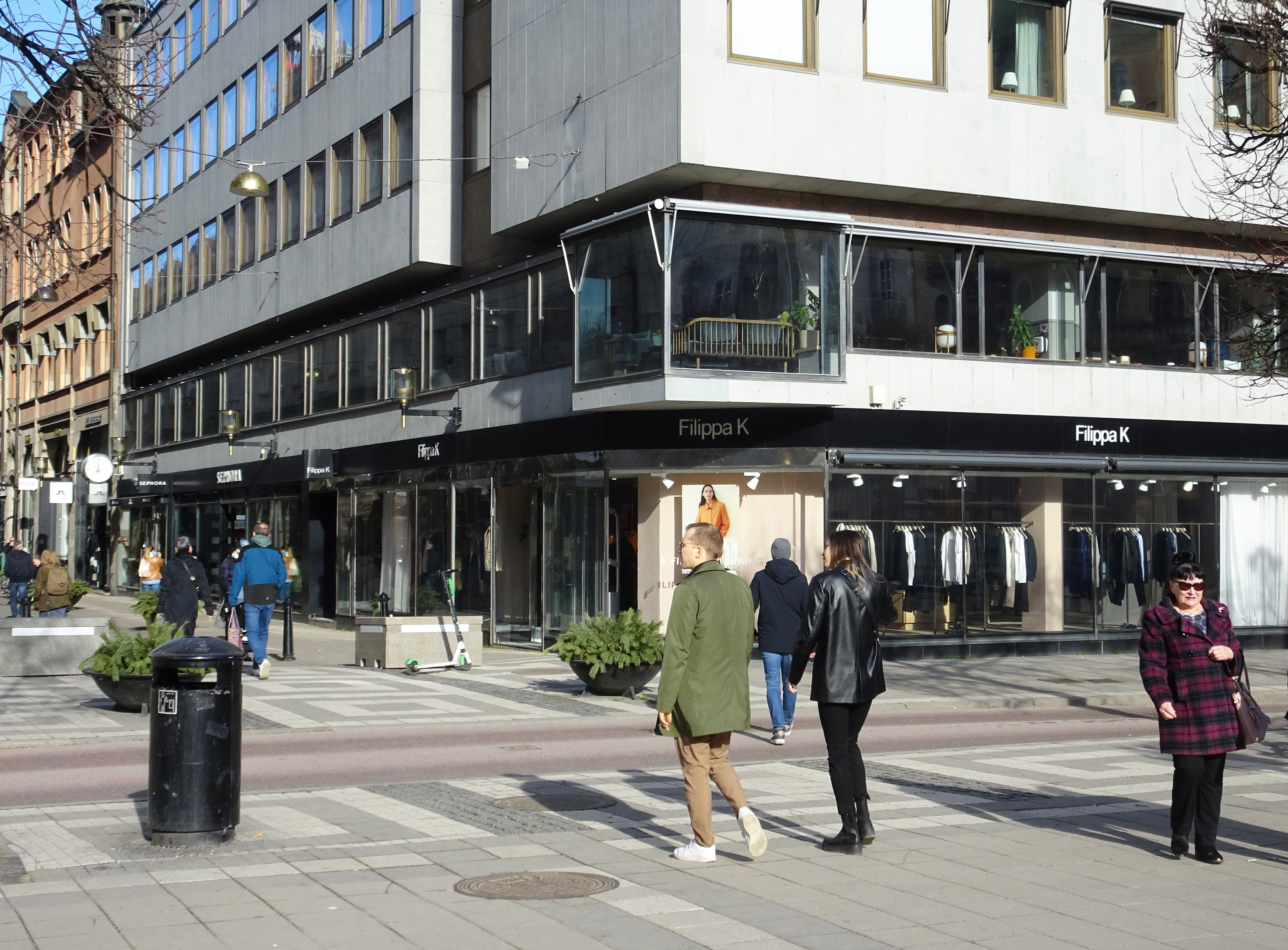
Hörnet Smålandsgatan / Biblioteksgatan (jämför med fotografiet från 1903).
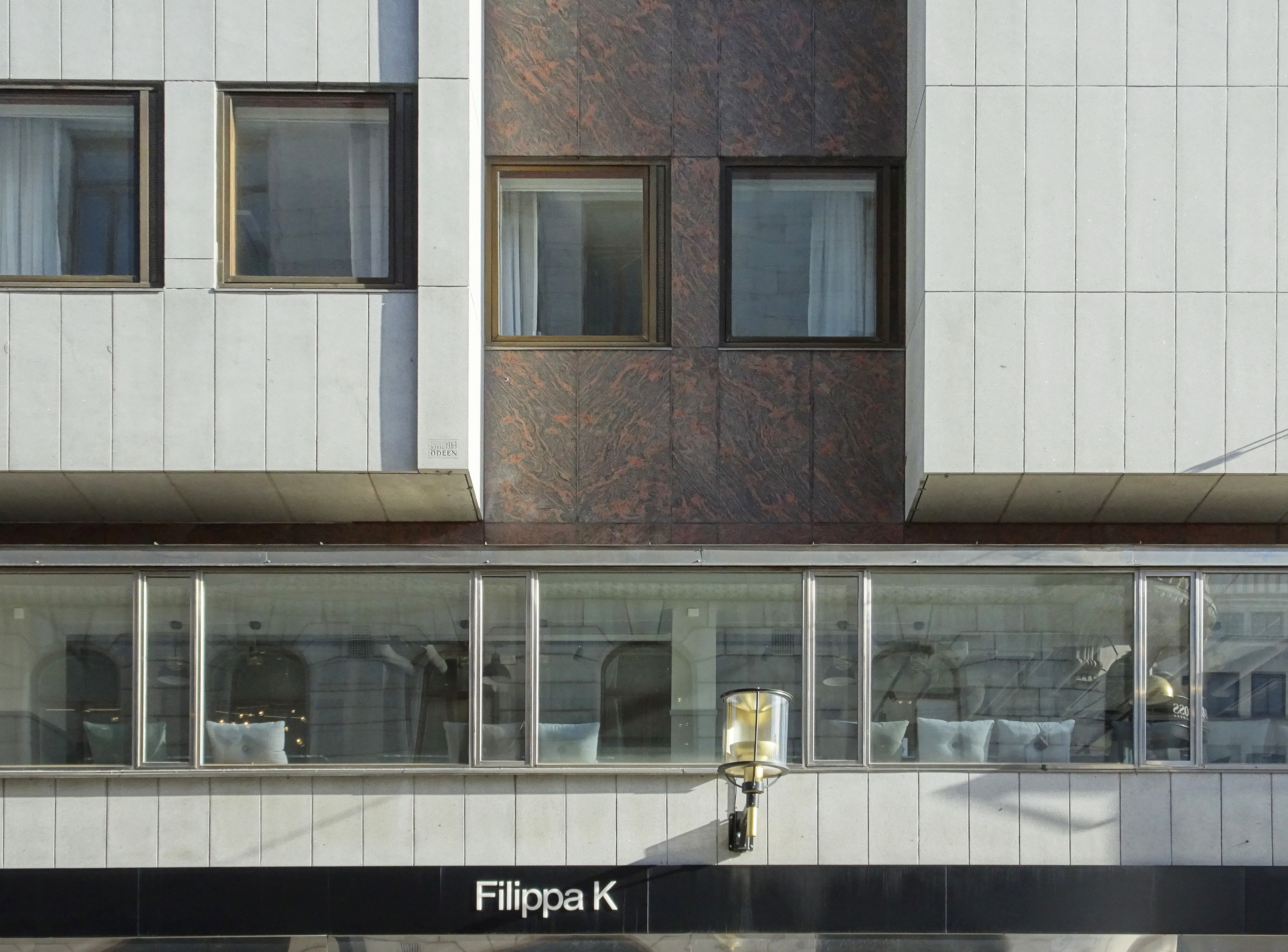
Fasaddetalj mot Biblioteksgatan.
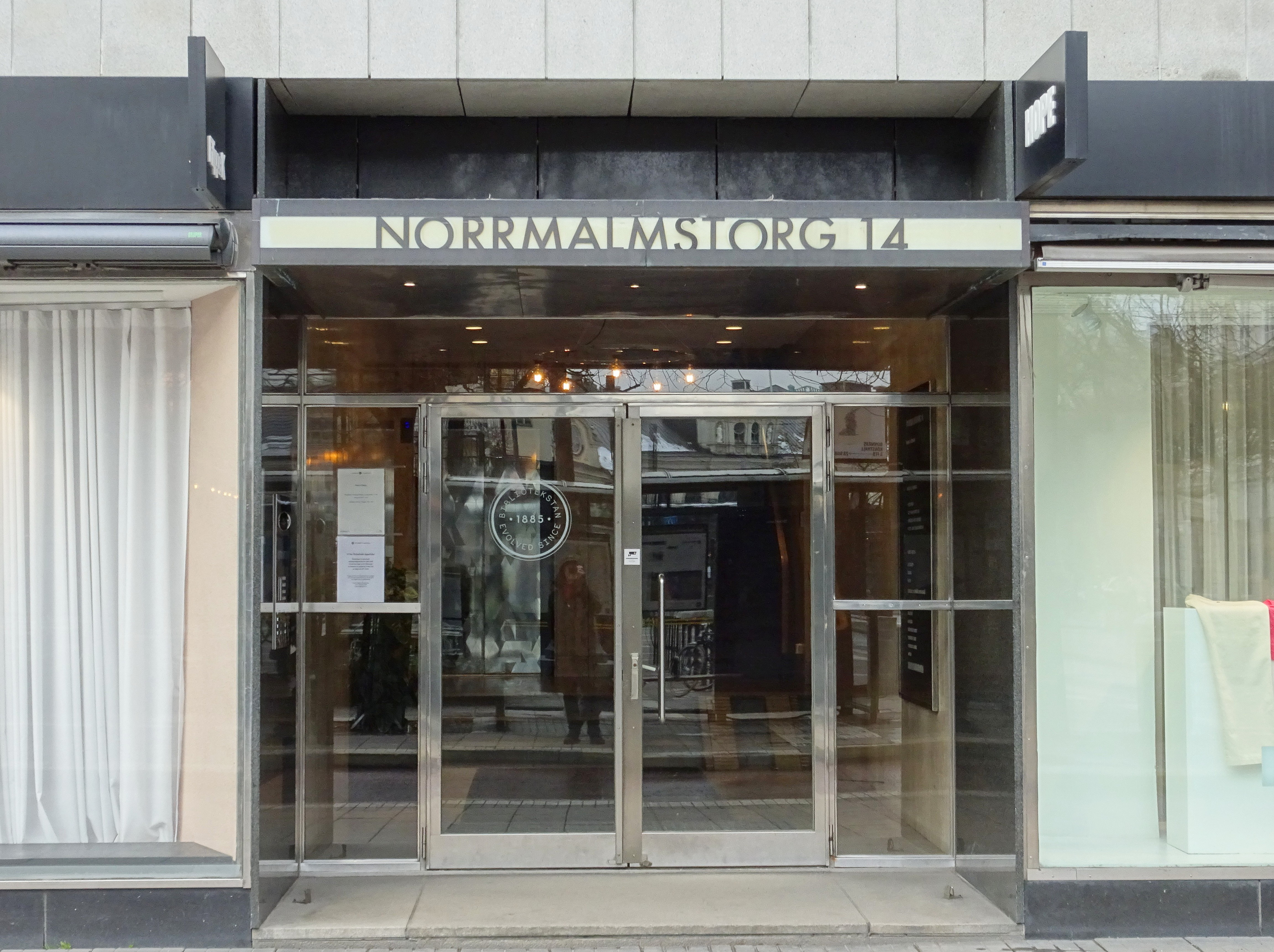
Entré Smålandsgatan 14.
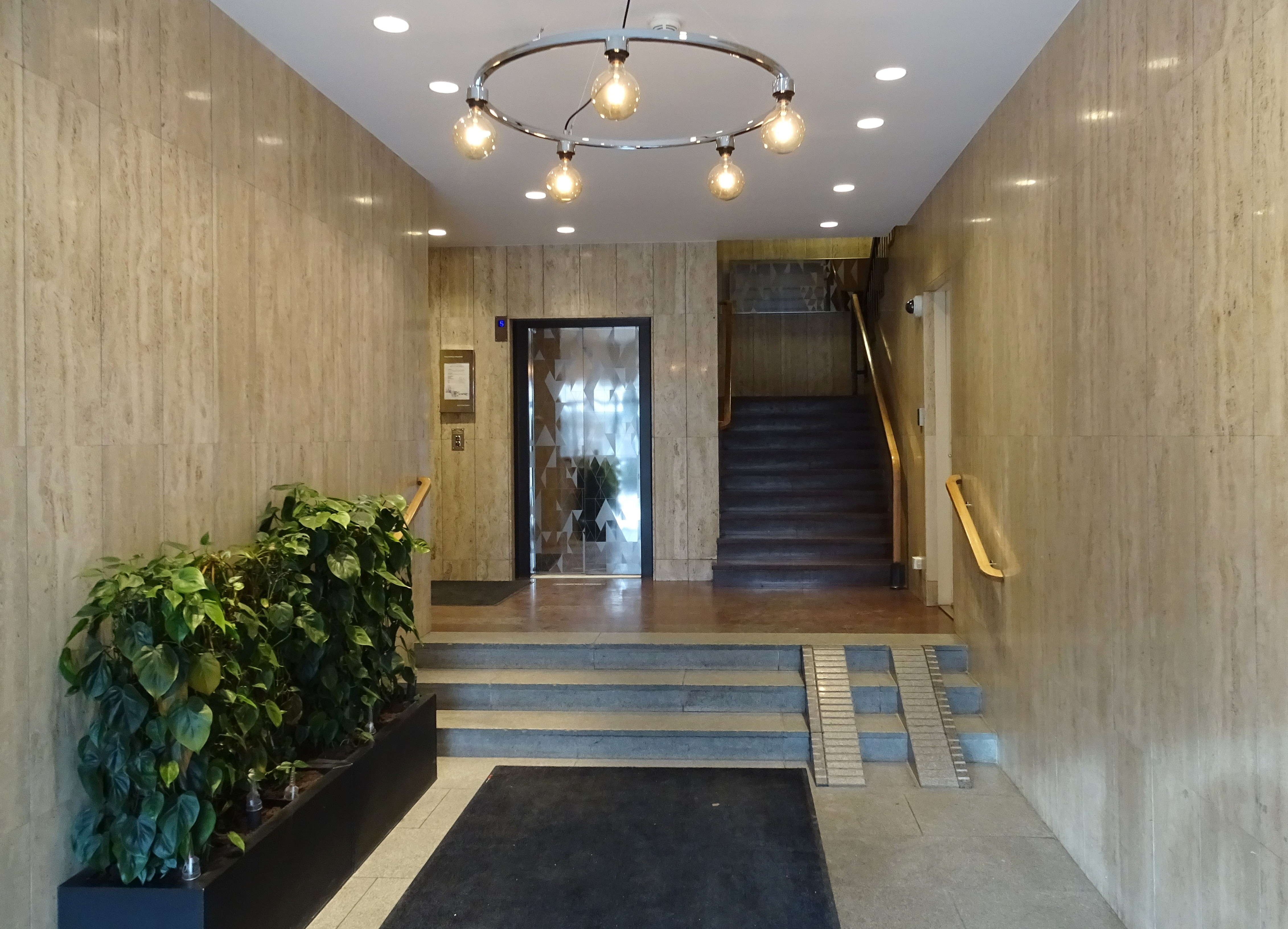
Entréhall Smålandsgatan 14.